# Heinrich Hauser (Politiker)
Jakob Heinrich Hauser (* 29. Mai 1851 in Stadel; † 18. November 1905 ebenda) war ein Schweizer Landwirt und Politiker.

## Leben

### Familie
Heinrich Hauser war das drittjüngste Kind des Landwirts und Gemeindepräsidenten Hans Jakob Hauser und dessen Ehefrau Verena (geb. Kämpf).
Er war seit 1876 mit Margaretha, die Tochter des Säckelmeisters Hans Jakob Meier aus Dielsdorf, verheiratet; die Ehe blieb kinderlos.

### Werdegang
Heinrich Hauser besuchte die Sekundarschule seines Kreises und von 1867 bis 1869 die 1853 gegründete kantonale landwirtschaftliche Schule Strickhof und bewirtschaftete seit 1870, gemeinsam mit einem älteren Bruder, nach dem Tod des Vaters, das elterliche Gut.
Von 1876 bis 1902 war er Posthalter in Stadel sowie Besitzer der Bäckerei und Wirtschaft Zur Post und betrieb daneben noch einen Korn- und Mehl- sowie später auch einen Holzhandel.
Er war Präsident der Sparkassenkommission Dielsdorf und in der Zeit von 1899 bis 1905 Bankrat der Zürcher Kantonalbank.

### Politisches und gesellschaftliches Wirken
Heinrich Hauser setzte sich im Sinne der Fürsorge für die Armen ein und er sorgte dafür, dass die Gemeinde und der Bezirk Dielsdorf an den technischen Fortschritt, unter anderem Bahn, Elektrizität und Telefon angeschlossen wurde. Unter anderem entstand auf seine Initiative hin in den 1880er Jahren die Telefonverbindung im Kreis Stadel, wurde unter seiner Aufsicht in der Gemeinde das Armenhaus und das Pfarrhaus erbaut sowie eine Kirchenrenovation vorgenommen. Noch kurz vor seinem Tod betrieb er auch die Einführung der elektrischen Beleuchtung in der Gemeinde sowie im Bezirk Dielsdorf.
Er wurde 1876 Gemeinderatsschreiber und war von 1882 bis 1904 Gemeindeammann sowie von 1883 bis 1892 und von 1896 bis zu seinem Tod Gemeindepräsident von Stadel.
Von 1881 bis 1905 war er als Mitglied der freisinnig-demokratischen Partei Zürcher Kantonsrat und in dieser Zeit vom 1. April 1902 bis zum 18. November 1905, als Nachfolger des verstorbenen Heinrich Steinemann, Nationalrat; kurz vor den Neuwahlen zum Nationalrat hatte er eine Wiederwahl abgelehnt, als sein Nachfolger wurde David Ringger gewählt.
Er war Präsident der Kirchen- und Armen- sowie der Sekundarschulpflege und von 1884 bis 1905 Bezirksschulpfleger.

## Mitgliedschaften
Heinrich Hauser war von 1902 bis 1905 Mitglied des Vorstands des Landwirtschaftlichen Vereins des Kantons Zürich.
Er war auch Mitglied der Gemeinnützigen Gesellschaft des Bezirks Dielsdorf.